# Giannitsasøen
Giannitsasøen (græsk: Λίμνη Γιαννιτσών  ), også kendt som Loudiassøen (græsk: Λίμνη Λουδία) er en tidligere post-glacial sø i Centralmakedonien i Grækenland, syd for byen Giannitsa . Det blev afvandet fra 1928–1932. Roumlouki-sletten strakte sig mod syd.
Søen var lav, sumpet og varierende i størrelse. Det fik vand fra floden  Loudias og blev drænet i 1928–1932 af New York Foundation Company.
Søen spillede en stor rolle i den makedonske kamp mellem grækerne og bulgarerne i 1904–1908, da den gav skjulesteder for de væbnede grupper på begge sider. Konflikten om kontrollen over søen er den centrale historiske begivenhed i Penelope Deltas roman fra 1937, "Sumpens hemmeligheder".